# Cantone di Vannes-Ovest
Il Cantone di Vannes-Ovest era una divisione amministrativa dell'arrondissement di Vannes.
È stato soppresso a seguito della riforma complessiva dei cantoni del 2014, che è entrata in vigore con le elezioni dipartimentali del 2015.
Comprendeva parte della città di Vannes e i comuni di:
- Arradon
- Baden
- Île-aux-Moines
- Île-d'Arz
- Larmor-Baden
- Ploeren